# BK Atos
Bollklubben Atos var en fotbollsklubb från Gamlestaden i Göteborg. Klubben grundades 1937 av grabbar som brukade träffas utanför tobaksaffären ATOS på Artillerigatan. Man hade herrlag och från 1983 även damlag. Ungdomssektionen var under en period utlokaliserad till Hammarkullen. BK Atos upplöstes år 2003. 

## Extern länk
BK Atos Baltikumresa 1957